# Félix Varela
Félix Varela y Morales (L'Havana, Cuba, 20 de novembre, 1788 - San Agustín, Florida, Estats Units, 25 de febrer, 1853) també conegut com el Pare Varela, va ser un sacerdot, mestre, escriptor, filòsof i polític cubà que va tenir un important exercici en la vida intel·lectual, política i religiosa a la Cuba de la primera meitat del segle xix. El pare Varela és considerat un dels forjadors de la nació cubana.
Als catorze anys va ingressar al Reial Col·legi de Sant Carles i als vint-i-tres va ser ordenat sacerdot. El mateix any va obtenir per oposició la càtedra de llatí i retòrica del Seminari, la qual cosa el llavors bisbe Espada va haver d'atorgar-li dispensa d'edat. A aquest ensenyament va unir el jove professor la de la filosofia, de la física i de la química. Alhora que cursava la carrera eclesiàstica, freqüentava les aules universitàries i obtenia els corresponents títols acadèmics. El 1820 fou nomenat per regentar la càtedra d'economia política, deixant llavors la filosofia, que havia exercit durant nou anys. Al cap de poc temps va obtenir per oposició la càtedra de dret constitucional. En 1821 va ser elegit diputat a Corts i va sortir per a la Península, deixant com a substitut al seu deixeble J. A. Saco. Aprofitant els avantatges del règim parlamentari, no va dubtar a demanar davant del Govern espanyol i des dels escons del Congrés dels Diputats la creació per al seu país d'una Diputació provincial permanent i inamovible amb amplis poders per resoldre tots aquells assumptes que afectaven directament el país i que gens minvaven els drets de la sobirania de la metròpoli; per això va ser considerat per alguns com el primer campió de l'autonomia colonial de Cuba.
La reacció que va sobrevenir més tard va obligar Varela a expatriar-se, embarcant-se per als Estats Units i fixant la seva residència a Nova York en aquesta capital va publicar El Habanero; el 1845 fou elegit vicari general d'aquella capital, en el càrrec del qual es captà les simpaties de tota la comunitat catòlica de l'Amèrica del Nord. Esgotat per la feina i sentint-se malalt, retireu-vos Varela a San Agustín de la Florida per buscar un clima més benigne, extingint-se a lli dolçament la seva vida. Sepultat en aquesta ciutat, va sortir de Cuba un dels seus deixebles predilectes per recollir les seves cendres, però a això es van oposar tenaçment els irlandesos i els altres catòlics, manifestant que no es deixarien arrabassar <ni un sol cabell> del virtuós sacerdot. Varela havia col·laborat a la Miscellánea, Revista de la Habana, Diario del Gobierno, Observatorio Habanero, Revisor Político y Literario, Mensajero Semanal, i publicà: Observaciones sobre la Constitución política de la Monarquía española (1821); The protestant abridge anannotator, i una sèrie d'obres filosòfiques.

## Anàlisi del Varela
Varela és un dels més conspicus representants de la filosofia a Cuba. El seu pas per la Universitat va deixar una profunda estela en la història dels estudis filosòfics de l'Havana, ja que des que el 1811 que va reemplaçar Luz Caballero a la càtedra de Filosofia fins a la seva mort no va deixar d'influir en els joves estudiants i en la intel·lectualitat de la Gran Antilla.
Varela i Morales es va distingir també com a orador sagrat. El seu sermó pronunciat en una de les principals parròquies de l'Havana el 28 d'octubre del 1812, en vigílies d'eleccions, el va assenyalar entre els seus conciutadans com a futur diputat a les Corts espanyoles. Revelen un esperit obert i conciliador l'elogi de Ferran VII (1818) i les oracions fúnebres de José Pablo Valiente (1818) i de Carles IV (1819).
Com a polític, fou un convençut del règim constitucional, mitjançant el qual veia respectats els drets de la colònia i dels ciutadans. Va votar la deposició provisional del rei i la regència de conformitat amb Alcalá Galiano i va ser més tard perseguit com els seus col·legues liberals.